# Katana (comics)
Katana est un personnage de fiction, une super héroïne qui apparaît dans les comic book publiés par DC Comics.
En février 2013, Katana reçoit sa première série personnelle écrite par Ann Nocenti avec le dessinateur Alex Sanchez. Ce comics est considéré par DC Comics comme une partie de la « Quatrième Vague » de la liste des 52 nouvelles publications.

## Biographie fictive

### Origines de Katana
Tatsu Yamashiro (山城 たつ) est une Japonaise ordinaire, douée pour les art martiaux, une qualité encouragée par ses parents. Elle est aimée par deux frères — Maseo et Takeo Yamashiro. Bien qu'elle les aime tous les deux, elle choisit Maseo. Takeo ne l'accepte pas et refuse de se rendre au mariage du couple. Maseo désavoue son frère qui avait de nouveau joué les yakuzas. Tatsu donne naissance à des jumeaux, Yuki et Reiko, tandis que Takeo monte en grade chez les yakuzas, livrant ses «goûts exotiques» pour les armes anciennes. Le Général Karnz lui parla d'une paire d'épées que Takeo désire pour leurs propriétés mystiques.
Takeo passe des jours à se préparer, avant de prendre les épées dans la résidence Yamashiro, défiant son frère en duel pour le "prix" : Tatsu. Au cours de la lutte, un feu se déclare, et — tandis que Maseo est distrait par ses enfants — Takeo tue son frère avec l'épée connue sous le nom de "Soultaker". Tatsu arrive juste à temps pour voir son mari mourir et attaque Takeo, elle le vainc et le désarme. En tentant de sauver ses enfants, elle entend la voix de son époux venir de l'épée, lui disant qu'ils étaient déjà perdus. Elle réussit à s'échapper et commence un entraînement de Samurai sous la direction du maître Tadashi. Après un certain temps, elle achève sa formation et part pour les États-Unis où elle compte utiliser ses talents pour faire régner la justice. Elle prend le nom de Katana d'après le sabre qu'elle possédait.

### Outsider
Tatsu voyagea jusqu'à Markovia, un petit état de la région baltique, où elle traqua Karnz, et le tua, impliquant par inadvertance Black Lightning dans son crime. En essayant de rectifier le malentendu avec Black Lightning, elle rencontra une jeune fille nommé Halo. Les deux joignirent leur force pour secourir Black Lightning, Batman et l'employé de Bruce Wayne Lucius Fox de leur ravisseur, le Baron Bedlam.
Batman était lui-même en Markovia pour secourir Lucius Fox. Inspiré par le travail d'équipe de Black Lightning, Katana, Halo, Geo-Force (Prince Brion de Markovia) et Metamorpho, Batman décida de former les Outsiders. L'équipe mit fin à la tyrannie du Baron en Markovia et alla à  Gotham City, où ils établirent leur quartier général. Tatsu devint la gardienne d'Halo.
Au même moment, Takeo avait suivi Tatsu à Gotham City. Secrètement il échangea les épées avec elle et partit pour Tokyo, poursuivi par les Outsiders. Takeo prit les épées à son maître, le parrain des Yakuzas, connu sous le nom de Oyabun. En exécutant un rituel, Oyabun et Takeo réussirent à faire prendre une forme corporelle aux âmes contenues dans l'épée. Parmi elles se trouvaient celles des mercenaires et des assassins, mais aussi de Maseo, qui fut désormais un esclave de Oyabun. Katana — aidée  des Outsiders — devait tous les battre, mais fut finalement capable de réclamer le Soultaker à Maseo. Forcé ede tuer son mari, elle tua aussi Takeo. En annulant le rituel, son mari retourna dans l'épée.
À un moment les Outsiders se séparèrent de Batman et prirent une résidence à Markovia. Ils devinrent les agents officiels de Markovia et se déplacèrent dans la ville de Los Angeles où ils établirent leur quartier général dans l'ambassade de Markovia. Tatsu avait laissé son passé derrière, quand Oyabun revint dans sa vie et envoya un tengu après elle, qui la captura. Ses partenaires dans les Outsiders, Halo et Looker furent capables de la sauver grâce au chef des tengu qui les aida lors de la bataille.

### Dette de Famille
Après un temps, l'équipe se dissout après des événements tragiques concernant les parents de Geo-Force et Markovia. Toutefois les Outsiders furent forcés de défendre Markovia contre les Manhunters, mais pendant le combat Halo fut frappé et tomba dans le coma, sauvant ainsi la vie de Katana. Lié par le giri-ninjo (une dette d'honneur même après la mort), Tatsu quitta l'équipe pour qu'elle puisse s'occuper des blessures de Halo. Pendant ce temps, elle fut approchée par un membre de la famille de son mari, qui souhaitait qu'elle l'accompagne avec le Suicide Squad sur une mission pour détruire un stock d'arme qui allaient être vendus aux Yakuza. Elle déclina à cause du giri-ninjo, cependant elle accepta de l'aider s'il en avait désespérément besoin. Ce membre de la famille fut tué par la suite, et elle poursuivit le tueur, le Daichi-Doku de Oyabun, qui ne souhaitait pas voir les armes détruites et essaya d'arrêter la Suicide Squad. Pendant cette aventure, elle sauva la vie de Bronze Tiger et du limier martien (Mark Shaw), lui créant un giri-ninjo envers elle. Mark Shaw l'assista ensuite dans la neutralisation du Daichi-Doku d'Oyabun. Oyabun commis un suicide rituel et Katana se tînt à ses côtés en tant que son "second", prêt à l'aider d'un coup de sabre pour qu'il puisse conserver son honneur.

### Retour chez les Outsiders
Les Outsiders se reformèrent et retournèrent à Markovia. Au lieu d'assister à une réunion pour la paix, l'équipe tomba dans le piège des relations public qui fit d'eux des hors la loi. Bien que les accusations furent abandonnées par la suite l'équipe a été fracturé. Halo mourut à cause d'un assassin mais revint à la vie dans un nouveau corps. Katana rejoignit l'équipe avec Geo-Force et Technocrat, en prenant la tête. Elle développa une relation romantique avec Joey Hong, un asiatique associé de Guy Gardner. Pendant une mission, Tadashi, son ancien mentor envoya Lady Shiva pour réclamer le Soultaker de Katana. Shiva affronta Katana, qui avait été aux prises avec un gang de trafiquants de drogue. Katana en tua beaucoup, mais refusa de tuer le membre le plus jeune. Shiva, devenu l'assassin le plus renommé au monde, fut capable de tuer Katana avec sa propre épée. Katana revint à la vie après un procès par combat avec son épée, qui impliquait de se battre contre les nombreuses âmes des gens qu'elle avait tué. Elle chercha ensuite son ancien mentor et le tua. Les 2 équipes furent réunis, et se concentra sur le nouveau membre Sebastian Faust. Katana et ses amis souffrirent physiquement et mentalement des tortures du père de Faust, Felix, mais les surmontèrent. Halo les libéra e détruisant plusieurs des objets de Felix. Après cela le groupe se dissoudra. Tatsu garda des contacts avec ses anciens alliés des Outsiders, et bien qu'ils n'opéraient plus en tant qu'équipe, ils combattirent toujours ensemble durant les crises. La bataille principale contre le méchant, Asmodel, avec le pouvoir du spectre, se déroula à New York. Katana protégea personnellement Madame Xanadu qui garda le reste du pouvoir d'Asmodel dans un bouclier mystique. Plus tard, Katana assista Batman quand lui et Superman furent déclarés hors la loi. Katana fut aussi appelé au côté de Black Canary, ensemble avec Birds of Prey, ils secoururent Oracle du sénateur Pullman. Katana retourna ensuite assisté Oracle dans issue #108 au côté d'autres agents.

### Nouveaux Outsiders
Katana rejoignit une nouvelle équipe d'Outsiders après les avoir aidés dans la défaite de Sabbac. Cette équipe était composée de nouveaux membres à l'exception de Metamorpho qui rejoignit l'équipe. Dans Outsiders #42, Katana a un nouveau costume, elle trouve approprié de porter un costume basé sur le drapeau japonais, depuis que le a révoqué sa citoyenneté dut a ses relations avec l'équipe controversée. Katana somma Sabbac de détruire la base du Dr Sivana avec son Hellfire. Katana demeura un membre active des Outsiders. Initialement l'équipe était dirigé par Nightwing, puis par Batman. Batman décida de tester Katana et elle resta dans l'équipe initiale, dans l'optique de rendre l'équipe meilleure. Katana est la première recrue officielle de Batman.

### La Nuit la plus sombre (Blackest Night)
Pendant qu'ils escortent Killer Croc en incarcération, les véhicules des Outsiders sont démolis par Maseo, Yuki, et Reiko, qui avaient été ramenés à la vie par Black Lanterns. Katana, croyant qu'elle avait réuni sa famille, laissa les gardes, mais ils furent sauvés par ses coéquipiers. En réalisant la vérité, elle sortit son sabre, se préparant à combattre son mari. C'est alors que Soultaker révéla les intentions de Black Lanterns. Ses attaques se révélèrent inefficaces contre Maseo, qui fut détruit par Halo, qui avait aussi détruit les enfants ressuscités de Katana.

### The New 52
Les événements de Flashpoint conduisirent au reboot de la continuité de DC Universe qui altéra l'histoire mais laissa certaines parties en place.
Katana rejoint Black Canary et Starling en tant que troisième membre des Birds of Prey. Katana est décrite comme une combattante mortelle qui a passé la dernière année a mené une guerre contre le clan Yakuza qui était responsable de la mort de son mari. Elle est, selon la rumeur, mentalement instable à cause de sa croyance que l'âme de son mari demeure dans son épée.
Après des aventures avec Birds of Prey, Katana quitta le groupe pour garder un œil sur le culte des assassins : the Daggers. Elle accepta ensuite d'être membre de la Ligue de justice d'Amérique en échange d'information sur le meurtre de son mari. Quand DC lança la série Justice League of America, ils lancèrent aussi la série solo Katana, se concentrant sur la mission de Tatsu de traquer le meurtrier de son époux. La série dura 10 épisodes. Après cela, Katana fait une apparition dans Green Arrow #27 (2014), où un aveugle mystérieux lui révèle que la mort de son mari est lié aux Outsiders.

## Pouvoirs et armes
Katana est une experte au combat à mains nues et une épéiste, elle a étudié les arts martiaux et a été entraînée par le samouraï Tadashi. 
Le Soultaker de Katana fut forgé au XIVe siècle par Muramasa. Il prend les âmes de ceux qu'il tue, les emprisonnant à l'intérieur de l'épée, et lui permet de communiquer avec ces âmes. Ces âmes peuvent être réincarnées grâce à un rituel sacré, après quoi elles servent la personne qui les a invoquées, même contre leur volonté.
En plus du Soultaker, Katana porte souvent d'autres armes pendant ses batailles.

## Autres médias

### Film

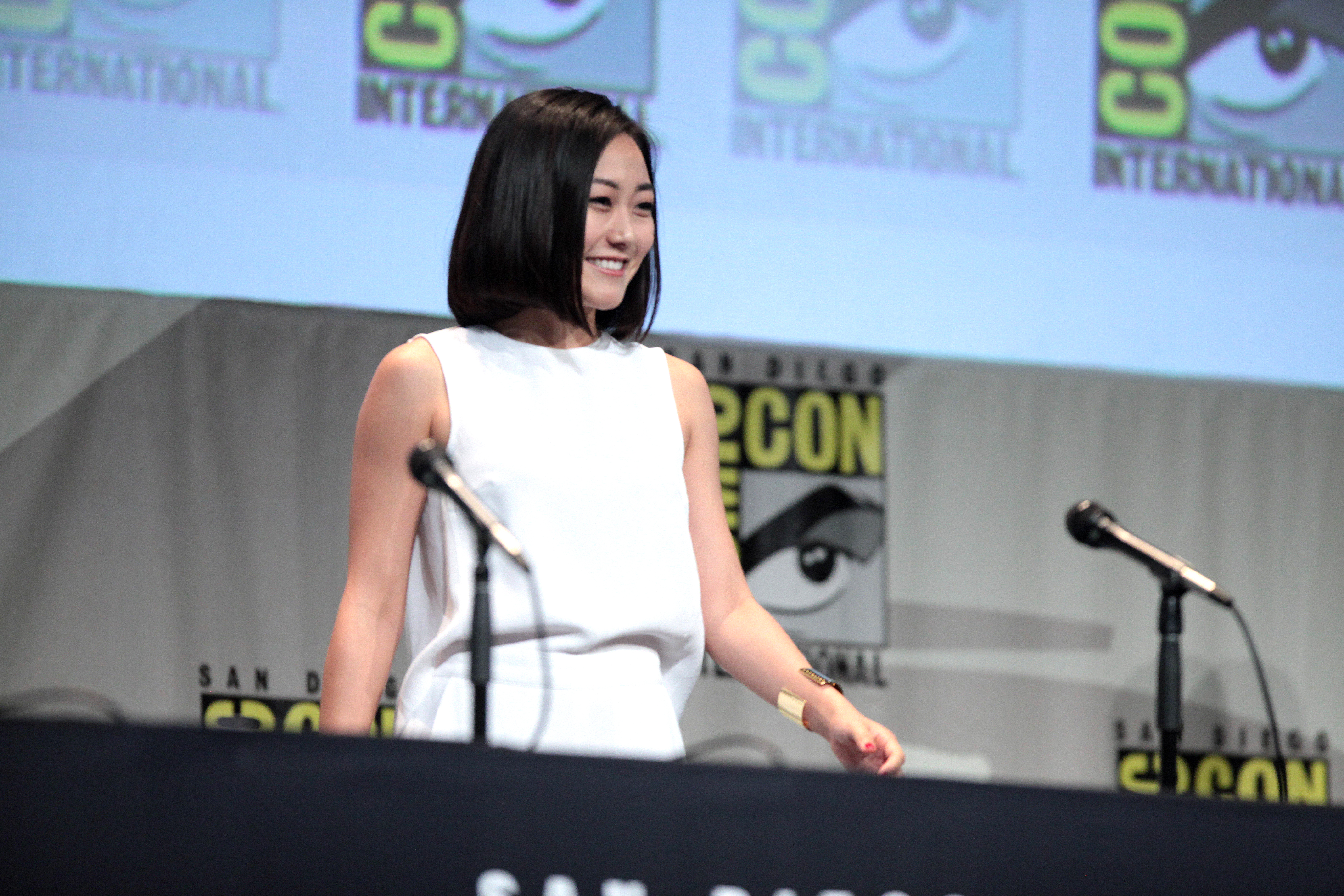
L'actrice Karen Fukuhara incarne le personnage dans l'univers cinématographique DC.

- Katana apparaît dans le film d'animation Superman/Batman : Ennemis publics (2009).
- Une version maléfique de Katana appelée Sai apparaît comme membre du Syndicat du Crime dans le film d'animation La Ligue des justiciers : Conflit sur les deux Terres (2010).
- Katana apparaît dans le film Suicide Squad (2016) sous les traits de Karen Fukuhara.

### Télévision

#### Prenez garde à Batman!
Katana apparaît en tant que personnage principal dans la série d'animation Prenez garde à Batman ! (2013-2014). Elle est vêtue de sa tenue en cuir noir, de bottes et d'un masque noir. Elle combat ceux qui se mettent en travers de son chemin et elle affronte son ennemi Monsieur Crapaud.

#### Arrow
Rila Fukushima interprète Tatsu Yamashiro dans la série Arrow de 2014 à 2019. Elle rencontre Oliver Queen, futur Green Arrow, à l'époque où celui-ci travaille à l'A.R.G.U.S. aux côtés de son mari Maseo. Le couple a un enfant, Akio, qui est malheureusement tué lors d'une attaque biochimique sur Hong Kong. Tatsu se contraint alors à un exil dont elle ne sort que 5 ans plus tard lorsqu'Oliver sollicite son aide pour combattre la Ligue des Assassins que Maseo a rejoint. Après avoir tué son ex-mari lors d'un combat, elle part rejoindre l'Ordre du Croissant, ennemi de la Ligue.

#### Dc Super Hero Girls
Katana apparaît dans la série d'animation DC Super Hero Girls (2019). Son apparence est assez fidèle au comics, avec quelques ajouts, comme une strie rouge du côté gauche de sa chevelure noire, ainsi qu'une protection à l'avant bras gauche. Du côté de sa personnalité, des modifications ont été faites. En effet en plus d'être sérieuse, déterminée, loyale et très combative, elle est également funky, intrépide, assez jovial avec une certaine gaieté. De plus, elle est sage et pleine de conseils et sait faire les bons choix. Toujours prête à aider, elle a une grande maitrise des arts martiaux et des épées mais aussi du corps à corps, son arme est, comme toujours, un katana (arme de samouraï) qu'elle utilise de manière concentrée (« ne faire qu'un avec l'arme, être l'arme », comme chez les samouraï) mais sait se servir d'objets divers lorsqu'elle ne l'a pas, comme dans l'épisode For Art's Sake (Le Tableau en français). Elle aime également comme loisir faire de la peinture et est aussi une très bonne couturière.

#### Young Justice
Katana apparaîtra dans la troisième saison de la série La Ligue des justiciers : Nouvelle Génération (Young Justice), appelée « Outsiders », probablement en tant que personnage secondaire. D'après la première bande annonce, elle utilisera deux katanas au lieu d'un.[à vérifier]

### Jeu vidéo
- Katana est un personnage jouable d'un DLC du jeu Lego Batman 2: DC Super Heroes (2012).
- Katana est un personnage jouable dans un DLC du jeu Lego Batman 3 : Au-delà de Gotham (2014).